# Сан Ђузепе (Алесандрија)
Сан Ђузепе је насеље у Италији у округу Алесандрија, региону Пијемонт.
Према процени из 2011. у насељу је живело 65 становника. Насеље се налази на надморској висини од 204 м.